# Kelly Bishop

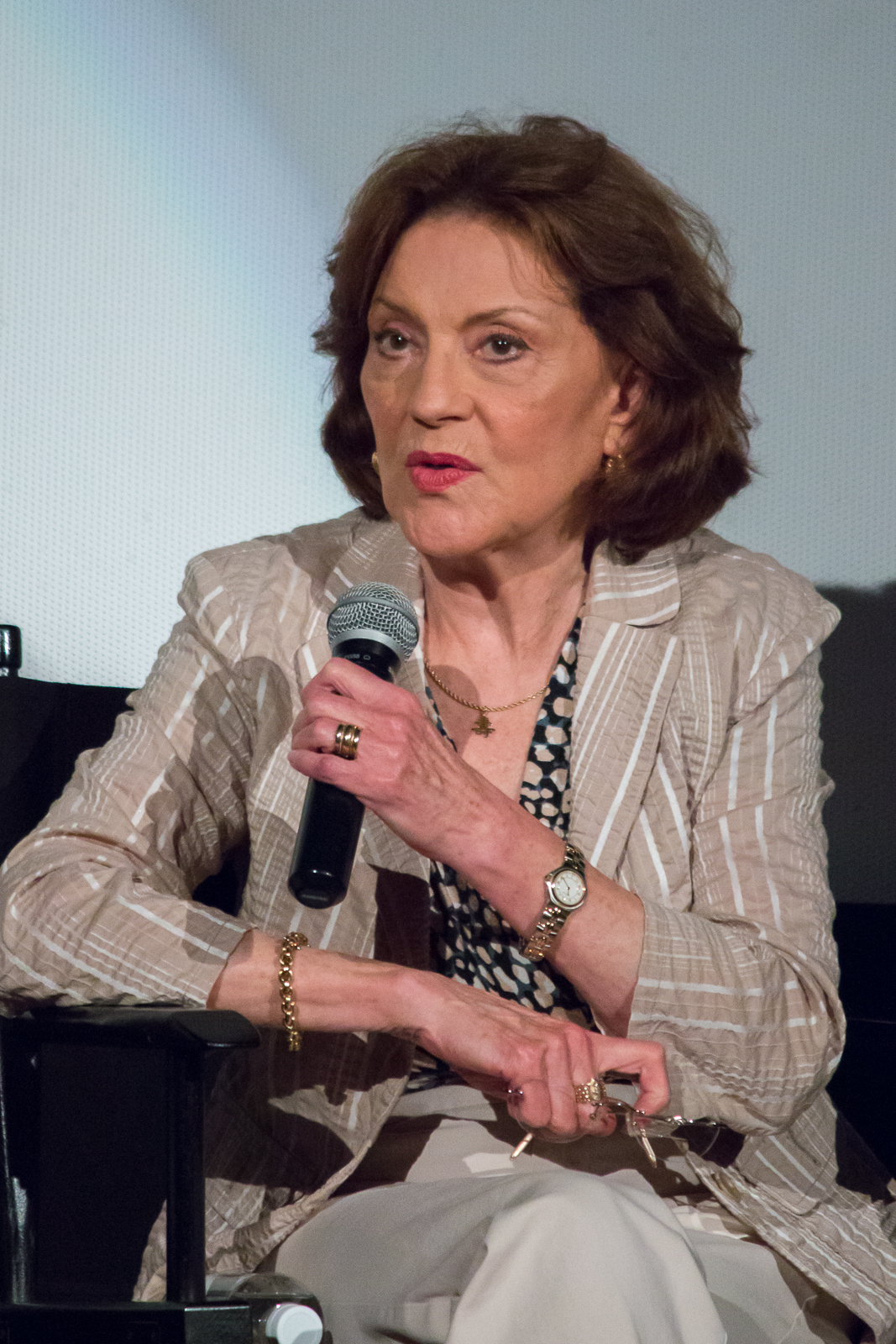
Kelly Bishop (2015)

Carole Jane „Kelly“ Bishop (* 28. Februar 1944 in Colorado Springs, Colorado) ist eine US-amerikanische Schauspielerin.

## Leben
Unterstützt von ihrer Mutter begann Bishop schon früh, Ballettunterricht zu nehmen, und ging im Alter von 18 Jahren nach New York City, um Tänzerin zu werden. Nach kleineren Engagements On- und Off-Broadway hatte sie 1975 mit ihrer Tony-prämierten Darstellung der Sheila Bryant in dem Musical A Chorus Line ihren Durchbruch. Fortan konzentrierte sie sich vor allem auf eine Karriere als Schauspielerin und war unter anderem in Filmen wie Private Parts und Dirty Dancing zu sehen.
Dem Theater blieb sie jedoch treu und übernahm unter anderem von Stockard Channing die Rolle der Ouisa Kettridge in dem Stück Das Leben – Ein Sechserpack von John Guare. In der späteren Verfilmung war Kelly Bishop in einer Nebenrolle zu sehen. Von 2000 bis 2007 spielte sie die Rolle der Emily Gilmore in der Erfolgsserie Gilmore Girls. Auch in der Fortsetzung aus dem Jahr 2016 war sie zu sehen.
Bishop heiratete in erster Ehe Peter Miller. Ab 1981 war sie bis zu seinem Tod 2018 mit dem Talkshowmoderator Lee Leonard verheiratet und lebt, wenn sie nicht gerade in Los Angeles arbeitet, in New Jersey.
2024 veröffentlichte sie ihre Memoiren unter dem Titel „The Third Gilmore Girl“. Darin schreibt sie unter anderem, dass sie in ihren 30ern eine Abtreibung hatte.

## Auszeichnungen
- 1976: Tony Award als Beste Nebendarstellerin in einem Musical für A Chorus Line
- 2002: Nominierung für den Satellite Award als Beste Nebendarstellerin in einer Serie für Gilmore Girls
- 2003: Nominierung für den Satellite Award als Beste Nebendarstellerin in einer Serie für Gilmore Girls

## Filmografie (Auswahl)
- 1978: Eine entheiratete Frau (An Unmarried Woman)
- 1981: Was dich bewegt (Advice to the Lovelorn, Fernsehfilm)
- 1982: Hart aber herzlich (Hart to Hart, Fernsehserie, Folge 3x13)
- 1987: Dirty Dancing
- 1988: Ich und Er (Me and Him)
- 1991: Geboren in Queens (Queens Logic)
- 1993: Das Leben – Ein Sechserpack (Six Degrees of Separation)
- 1995: Miami Rhapsody
- 1997: Private Parts
- 2000: Die WonderBoys (Wonder Boys)
- 2000–2007: Gilmore Girls (Fernsehserie, 109 Folgen)
- 2000, 2008–2009: Law & Order: Special Victims Unit (Fernsehserie, 3 Folgen)
- 2010: Mercy (Fernsehserie, 4 Folgen)
- 2010, 2015–2016: Good Wife (The Good Wife, Fernsehserie, 3 Folgen)
- 2011: Friends with Kids
- 2012–2013: New in Paradise (Bunheads, Fernsehserie, 13 Folgen)
- 2016: Gilmore Girls: Ein neues Jahr (Gilmore Girls: A Year in the Life, Miniserie, 4 Folgen)
- 2021: Halston (Miniserie, 5 Folgen)
- 2022: The Marvelous Mrs. Maisel als Benedetta (Fernsehserie, Folgen 4x07 und 4x08)
- 2023: The Marvelous Mrs. Maisel als Benedetta (Fernsehserie, Folge 5x03)
- 2023: The Nanny’s Secrets (The Watchful Eye, Fernsehserie, 10 Folgen)